# Мелюшати
Мелюшати (рос. Мелюшаты) — присілок в Куньїнському районі Псковської області Російської Федерації.
Населення становить 75346 осіб. Входить до складу муніципального утворення Каськовська волость.

## Історія
Від 2015 року входить до складу муніципального утворення Каськовська волость.

## Населення
Введіть назву об'єкта АТД